# Fumonisines
Les fumonisines són substàncies classificades com a micotoxines, les quals són produïdes principalment per dues espècies del gènere de fong Fusarium (floridura): Fusarium verticillioides i Fusarium proliferatum. En termes químics, les fumonisines es poden descriure com a aminopoliols de cadena llarga (20 àtoms de carboni) que tenen dues cadenes laterals d’àcid tricarbalílic, i la seva producció sol estar lligada a les condicions abiòtiques anteriors a la collita, com ara la temperatura o l’aigua. Aquestes toxines se solen aïllar principalment d'aliments secs, com ara cereals o llegums, encara que la seva importància deriva en l'afectació del blat de moro arreu del món.

## Classificació
Les fumonisines es classifiquen en les següents famílies: l'A (FA), la B (FB), la C (FC), la P (FP) i les fumonisines hidrolitzades i parcialment hidrolitzades (HFB). Entre totes aquestes destaca principalment la família B per ser la més abundant i la més tòxica, que se subdivideix en B1, B2, B3 i B4. A més, aquesta família és la més estudiada. La fumonisina B1 per estar present en aliments de gran rellevància com ara el blat de moro, blat i altres cereals.
La importància de la FB1 recau que compon fins a un 70 per cent del total de fumonisines presents en els aliments, mentre que les FB2 i FB3 en formen, respectivament, tan sols un 10 i un 20 per cent.

## Biosíntesi de les fumonisines

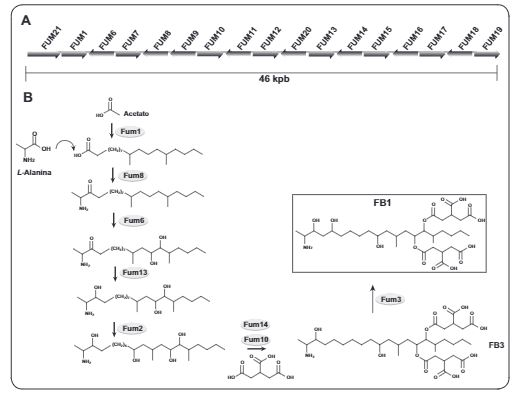
Mecanisme de síntesi de fumonisines. A. Organització genòmica del locus FUM del cromosoma 1 de Fusarium verticillioides. B. Passos de la biosíntesi de les fumonisines amb tots el gens del locus FUM i els seus productes.

La biosíntesi de fumonisines ve principalment condicionada per la presència o no d'uns gens presents al cromosoma 1 de Fusarium verticilliodes, més concretament a la complexa regió de 46 kpb. Aquests gens són un total de 17 i formen el locus anomenat FUM que codifica la síntesi de les micotoxines i altres substàncies relacionades com a proteïnes de secreció o resistència. El locus està encapçalat pel gen FUM1, que és la peça clau de tot el procés de biosíntesi i sense el qual les fumonisines no es poden crear. (Figura 1).
La l-alanina es condensa juntament amb un policètid lineal dimetilat sintetitzat a partir d'unitats d'acetat gràcies a l'enzim policètid sintasa (PKS) codificada pel gen FUM1. És un enzim modular amb diversos dominis catalítics: b-cetoacil sintasa, aciltransferasa i una proteïna generadora d'acils, responsables de l'extensió de la cadena del policètid. Posteriorment es fan cinc oxigenacions i dues esterificacions seguides.
Al FUM1 segueixen altres gens productors d'altres enzims que participen en la síntesi de la toxina. El FUM8 codifica una aminotransferasa, que transfereix per descarboxilació oxidativa l'amina des de l'alanina al grup policètid. Després d'això, el producte de FUM6 duu a terme oxidacions dels carbonis catorze i quinze (C-14 i C-15) i el gen FUM1 codifica una reductasa encarregada de reduir l'intermediari 3-ceto a un grup hidroxil.
Hi ha la possibilitat que els productes dels gens FUM7, FUM10, FUM11 i FUM14 provinguin de derivats de l'àcid cítric, tot i que encara no està confirmat. Tot i això, se sap que participen en la reacció d'esterificació dels àcids tricarboxílics. El gen FUM11 intervé en la transmissió de substrats pels compartiments de la cèl·lula, ja que codifica un transportador d'àcids tricarboxílics.
Al locus FUM, a més de gens estructurals, també hi ha els gens reguladors FUM19 i FUM21. Aquests gens s'encarreguen de la codificació del transportador ABC per a l'excreció de la micotoxina i actuen sobre la regulació dels gens estructurals com a factor de transcripció del tipus Zn(II)-2Cys6, respectivament.
Les soques de Fusarium verticillioides que no tenen la capacitat de sintetitzar fumonisines són aquells mutants del gen FUM1 que no tenen el locus FUM. També es poden donar altres mutacions com en gens externs al locus, encarregats de la síntesi de les oxigenases encarregades de la hidroxilació als carbonis deu i cinc (C-10 i C-5). Això provocaria l'acumulació de FB2 i FB3 i la incapacitat de produir FB1. S'han desenvolupat estudis més exhaustius del gens FUM21, FUM19, FUM8 i FUM6 en què s'ha arribat a la conclusió que el FUM19 no és un gen essencial per a la síntesi, malgrat que sigui un regulador. Tot i això, els altres sí que són essencials. S'ha pogut observar això sobretot en mutants de FUM21, per als quals gairebé no hi havia producció dels altres dos gens i, per tant, els nivells de la toxina eren nuls.
En realitat no es coneix amb exactitud què és allò que porta les cèl·lules de Fusarium verticillioides a produir fumonisines. En canvi, sí que és clar és que els gens reguladors com ara FUM21 tenen un paper molt important, igual que ho fan els diferents factors explicats a continuació a la part de la regulació de la biosíntesi.

### Regulació de la biosíntesi
La regulació de la síntesi de fumonisines per Fusarium. verticillioides depèn de molts factors. Poden ser genètics, mitjançant gens del mateix locus FUM; o gens externs que en regulin l'expressió; o ambientals, com ara el pH, la disponibilitat de l'aigua o la disponibilitat de nutrients.
Un dels factors extrínsecs més importants és el pH. Generalment, la producció de la toxina té lloc a pH més àcids que alcalins. En estudis sobre la producció de fumonisines en pH 4,5 en gra de blat de moro natural i sintètic s'ha demostrat que la proteïna PAC1 és un repressor de la síntesi, ja que els mutants tenen un percentatge molt més gran de fabricació de la toxina.
Un altre factor important en la regulació de biosíntesi de les fumonisines és la quantitat de nitrogen disponible amb valor nutricional i la relació C:N baixa, que juntament amb la presència d'amoni suposen la repressió de la producció de fumonisines. Per exemple, si en un gra de blat de moro de desenvolupament prematur creix Fusarium verticillioides, la producció de la citotoxina serà baixa a causa del baix contingut de midó. A més, hi ha un gen que és molt rellevant en la síntesi d'una proteïna la seqüència de la qual conté una regió conservada de regulació del metabolisme del nitrogen. Aquest gen es diu AREA, i la regió conservada conté un domini dʻunió a una caixa GATA dels promotors. Es coneix que la regulació mitjançant aquest gen és positiu, ja que una mutació en el seu locus suposa la producció de menors quantitats de fumonisina.
Altres nutrients importants per a la biosíntesi són els carbohidrats que estiguin disponibles al blat de moro. La presència d'amilosa o d'amilopectina fan que la producció augmenti o disminueixi, respectivament. A més, l'existència d'uns carbohidrats o altres també ve determinada pels gens FUM8, FUM12 i també HXK1. Aquest darrer té una gran rellevància a l'hora del creixement de fumonisines en presència de fructosa, sacarosa, maltotriosa o glucosa, gràcies a la codificació d'una hexocinasa que forma part del metabolisme primari. Una mutació en aquest gen suposa una gran dificultat en el desenvolupament i el creixement de les citotoxines en presència de les fonts de carboni esmentades, igual que suposa una disminució en la producció de fumonisina B1 d'aproximadament el 80%.
Respecte a la producció de FB1 hi ha un altre gen regulador, el FST1, que auxilia els sucres a la síntesi a través de la codificació d'un transportador de carbohidrats. Alhora, aquest gen està regulat pel factor de transcripció Zfr1 la funció del qual es basa en la regulació positiva de la síntesi de les micotoxines a través dels gens FUM, i la mutació dels quals suposa una reducció del 10 per cent de la producció de fumonisina respecte al factor transcripcional wildtype. Un altre factor transcripcional encreuat de regular el metabolisme del sorbitol és el Sdal, el qual mutat actua de manera contrària que el Zfr1: produeix nivells de FB1 més grans encara que no permet el creixement amb sorbitol com a únic nutrient de carboni. Alhora, hi ha un altre factor de transcripció que intervé en aquesta regulació: l'encarregat de la regulació positiva del FUM21. Les cèl·lules mutants en aquest gen produeixen una escassa quantitat de citotoxina, acompanyat d'una transcripció escassa dels gens FUM1 i FUM8 (indispensables per a la síntesi de fumonisina). En aquest punt, es podria donar la unió del promotor de FUM1, la seqüència CGGATA del qual està sobreexpressada, amb el gen FUM21, de manera que les tres primeres bases són reconegudes per factors de transcripció del tipus Zn(II)-2Cys6. Per tant, en cas que es donés una mutació a la seqüència cys aniria lligada al promotor de FUM1, causant una transcripció més baixa i, conseqüentment, menor concentració de fumonisina.
Finalment, un altre factor important que pot afectar la síntesi de fumonisines i la seva regulació pot ser la competència amb altres microorganismes. Per exemple, Gibberella zeae (també conegut com a Fusarium graminearum) és un fong  que compeeix amb F. verticillioides que pot alterar el seu metabolisme influint en la quantitat de micotoxina fabricada, la qual cosa pot ser interessant en la indústria alimentària i en la microbiologia dels aliments.

## Exposició alimentaria
Hi ha diversos tipus de fumonisines i les que es troben principalment en els aliments són: les FB1, FB2 i FB3, essent la FB1 la més destacada. Poden trobar-se en forma lliure (el més usual) o lligades a proteïnes i carbohidrats, tot i que d’aquestes darreres se'n coneix poc.

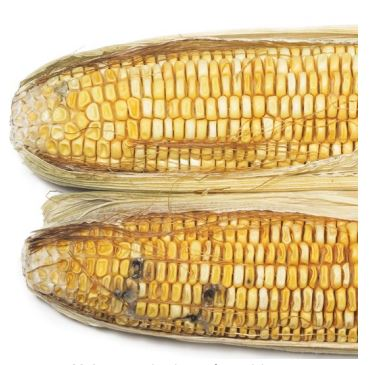
Blat de moro infectat amb Fusarium verticillioides amb producció de fumonisines.

### Cereals
La gran majoria de fumonisines es localitzen en el blat de moro (Figura 2) i en productes derivats d’aquesta gramínia. També, però amb menys freqüència, poden localitzar-se en el blat i en els seus derivats. Aproximadament un 70 per cent de les seves fumonisinessón la fumonisina B1. La presència d’aquestes toxines en aquests aliments és conseqüència de la presència d’espècies Fusarium.
El gènere Fusarium creix molt millor en climes càlids, és per això que la seva presència és molt més elevada en regions de l’Àfrica i Amèrica del Sud. A més, la majoria de blat de moro es cultiva en aquestes regions, pel fet que també requereix un clima càlid per créixer. Per això, si se sumen ambdues situacions, es pot observar que el fet que el blat de moro sigui el cereal que té més toxines d’aquest tipus cobri sentit.

### Productes derivats d’animals
És rar trobar toxines FB1 en productes alimentaris derivats d'animals perquè l’animal hauria hagut d’ingerir-les prèviament mitjançant el consum de cereals contaminats. La transferència de toxines a aquest tipus de productes és insignificant perquè els animals aconsegueixen eliminar-les ràpidament del cos i per això no passen als teixits ni a la sang.

### Llet materna
S'ha pogut observar la presència de FB1 en l'orina de lactants en humans. Això indica que, al contrari del que succeïa amb altres animals, els humans no aconsegueixen eliminar-la tan ràpidament del cos i la transferència és significativa.

## Control alimentari i prevenció de riscs
Les fumonisines es troben principalment al blat de moro i en aliments derivats. Aquest blat de moro, a més de ser consumit directament per humans, pot ser consumit per animals, en els quals la transmissió d'aquesta toxina a la carn que pot ser consumida per humans) és baixa, però hi ha la possibilitat que passi. És per això que, com a mesura de control, cal controlar tota aquesta cadena alimentària.

### Control
El control de les fumonisines al blat de moro es fa al camp. Per això s'han desenvolupat conreus transgènics. La presència en les plantes de blat de moro de Bacillus thuringiensis, que produeix unes toxines que redueixen les fumonisines, és una mesura adequada per controlar-ne la presència. Com aquest microorganisme, s'estan emprant i estudiant altres microorganismes antagonistes (que redueixin l'expressió de fumonisines). També s'estan estudiant mètodes basats en olis essencials. Tanmateix, la millor manera de prevenir que la collita tingui fumonisines, és fer bones pràctiques agrícoles, així com el seu correcte transport i manipulació.
Pel que fa a l'obtenció de productes derivats del blat de moro:
- Molta en sec: productes de consum humà com cervesa, sèsam, blat de moro, farina, etc. que han estat processats mitjançant una molta en sec són força probables de contenir majors quantitats de fumonisines.[4]

- Molta en mullat: en canvi, mitjançant aquest tipus de molta, les fumonisines estan menys presents a l'aliment, ja que són solubles a l'aigua, per la qual cosa podrem veure-les presents a l'aigua que s'ha utilitzat en el procés.[4]
- Nixtamalització: altres són nixtamalitzats, sobre aquests s'ha vist que disminueixen la contaminació per fumonisines.[4]

En general, es coneix poc sobre la presència de fumonisines lligades al processament de l'aliment. Per augmentar el coneixement sobre aquests efectes, l'OMS dpna suport als països en aquest aspecte.

### Comissió Codex Alimentarius
Ha estat establert entre l'OMS (Organització Mundial de la Salut) i la FAO (Organització de les Nacions Unides per a l'Alimentació i l'Agricultura). La missió que té és avaluar el risc de les fumonisines i establir-ne els nivells d'exposició segurs. D'aquesta forma, es podrà analitzar la presència de fumonisines als aliments, abans de ser distribuïts, i seleccionar aquells que tenen una concentració de fumonisines menor a la proposta per la Comissió Còdex Alimentarius.

## Salut humana i animal
Les fumonisines són, després dels tricotecens, les micotoxines que més s'associen a diversos casos de toxicosis humanes i de bestiar. De fet, s'ha demostrat que aquestes tenen efectes carcinogènics, a més d'efectes tòxics.

### Salut humana
Pel que fa a la salut humana, no se sap exactament l'efecte que causen. Un dels problemes més greus de salut que es creu que poden arribar a originar és el càncer, sobretot càncer esofàgic pel fet que poden produir la proliferació de les cèl·lules, encara que realment això és el que s'ha vist en models animals. En humans no es pot confirmar que també succeeixi el mateix, ja que de moment no es tenen proves que ho verifiquin.
Se sap que, en general, les toxines poden afectar el metabolisme dels greixos, la incorporació de folat, coses que evidentment tindran la seva repercussió en la salut, però no se sap com afecten realment.
- Afecció al metabolisme dels greixos: les fumonisines afecten el metabolisme dels greixos, produint l'acumulació d'una sèrie de compostos (bases esfingoidees i els seus metabòlits), els quals es poden relacionar amb processos de carcinogènia (aquest estudi ha estat realitzat en dones de Guatemala).[10] Els esfingolípids són components de la cèl·lula per la qual cosa estan involucrats en processos de control del seu creixement, divisió, comunicació intracel·lular, divisió. La formació d'esfingolípids es pot donar mitjançant dues vies: una que requereix la síntesi novament i una altra que permet formar-los a partir d'esfingolípids complexos. En tots dos casos intervé l'enzim: ceramida sintetasa. Aquesta damunt es veurà bloquejada per l'acció de la fumonisina, la qual és molt semblant químicament a precursors de formació d'esfingolípids. Per tant, es produirà l'acumulació de bases esfingoidees, fet que suposarà una alteració en els processos controlats pels esfingolípids, que hem esmentat prèviament, fent que les cèl·lules es vegin sotmeses a un elevat estrès oxidatiu essencialment i altres factors. Tot això contribueix a la carcinogènesi.[16]
- Incorporació de folat a la cèl·lula: la introducció de folat a la cèl·lula és un procés que està relacionat amb la presència esfingomielina, ja que aquesta ajuda a fer que una sèrie de receptors que permeten l'entrada d'aquest fosfat a la cèl·lula funcionin correctament. Si l'esfingomielina a causa de la presència de la fumonisina no es produeix correctament a conseqüència del que s'ha explicat anteriorment, llavors els receptors que introdueixen el folat dins de la cèl·lula no poden funcionar correctament, produint una disminució de la quantitat de folat intracel·lular. Mitjançant una sèrie d'estudis, s'ha vist que la deficiència de folat, sigui per aquesta causa sigui per una altra totalment independent, com pot ser la ingesta insuficient d'aquest, poden produir que la fumonisina, en concret la FB1, n'incrementi la toxicitat.[16]

Algunes de les afeccions que poden produir les fumonisines en la salut humana poden ser:
- Afecció al creixement: s'han fet dos estudis, dels quals s'han tingut resultats diferents. Un s'ha realitzat sobre lactants (ja que s'ha vist que la toxina pot passar a la sang materna) i no s'ha vist cap afecció al creixement. En canvi, estudis que s'han realitzat sobre nens que ingereixen aliments basats en blat de moro (el qual sabem que es pot contaminar per les toxines), sí que s'ha apreciat un retard en el creixement, per tant, sabent que el blat de moro és probable que estigui contaminat amb les fumonisines, es relaciona la ingesta d'aquestes fumonisines amb un retard al creixement infantil (estudi realitzat a la República Unida de Tanzània).[10]
- Afeccions neuronals: s'han fet estudis a Mèxic, sobre aquesta afecció. L'única cosa que s'ha pogut concloure és que les fumonisines poden augmentar el risc de produir algun defecte de caràcter neuronal.[16][10]

Es coneixen els mecanismes de toxicitat que poden tenir aquestes toxines, però no se sap amb exactitud com contribueixen directament a l'afecció de la salut humana, és per això que cal la realització de més estudis.

### Salut Animal

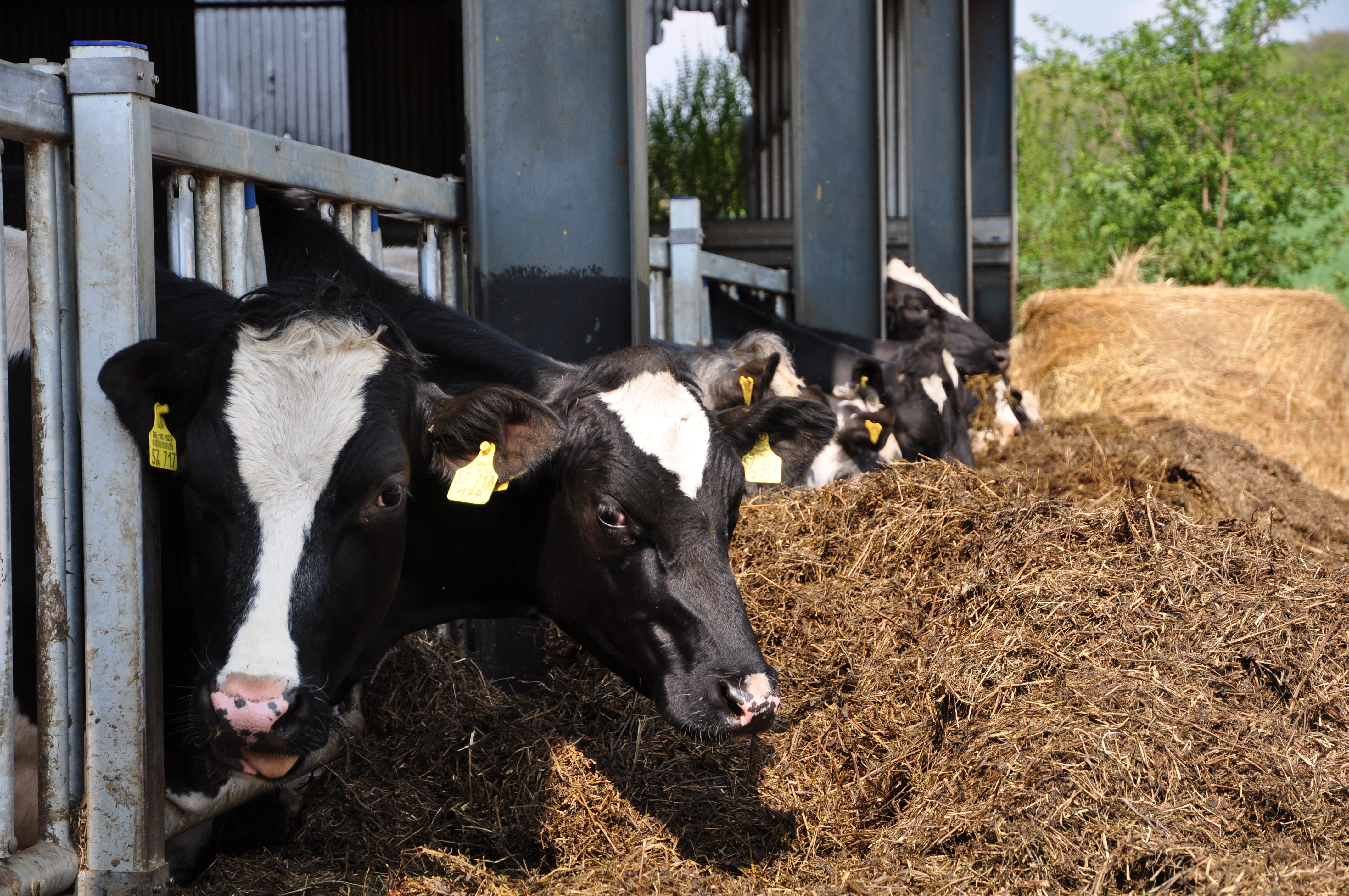
Vaques a una granja alimentant-se de pinso (possible font de contaminació per fumonisines).

S'ha observat que, en general, aquestes toxines els causen danys principalment al fetge i al ronyó. En concret, aquest fet s'ha estudiat en ratolins i en porcs; en el cas dels ratolins femelles l'efecte de les fumonisines causa un efecte necròtic sobre el ronyó molt més destacable que en el cas dels mascles. A més, s'han vist altres tipus de danys que es pensa que poden originar:
- Potencial cancerigen:es pensa que és degut al fet que aquestes toxines poden alterar el metabolisme dels greixos. El que fan exactament és disminuir els esfingolípids complexos produint l'acumulació de bases esfingoïdals i dels seus metabòlits.[10]
- Immunotoxicitat: encara que no s'han obtingut resultats del tot convincents, s'han fet experiments en ratolins i porcs als quals, en administrar-los la toxina via oral, es veia com la resposta immunitària tant innata com adaptativa disminuïa.[10]
- Poder mutagen: és a dir, que pot produir danys a l'ADN. És cert que això no està del tot confirmat perquè, segons les dades, s'ha vist que aquestes toxines no són metabolitzades en compostos que puguin interaccionar amb l'ADN.[10]
- Neurotoxicitat: s'han realitzat estudis en què s'ha pogut apreciar com les fumonisines poden produir un estovament del teixit cerebral en èquids (cavall, ruc, etc.). Per exemple, s'ha vist que en cavalls pot ocasionar leucoencefalomalàcia (produeix necrosi a la substància blanca del cervell d'aquests animals).[16] D'altra banda, es considera força improbable que puguin creuar la barrera hematoencefàlica i produeixin aquest tipus de patologia. A més, es pensa que el dany que produeix als èquids està relacionat amb l'afectació del sistema vascular per part d'aquestes toxines.[10]
- Afectació del sistema vascular: moltes de les patologies que produeixen aquestes toxines a l'organisme, es relacionen amb les alteracions que causen al sistema vascular. És a dir, patologies com la de l'estovament de l'escorça cerebral o la presència d'un edema pulmonar són la conseqüència que les toxines hagin afectat el sistema vascular. Alhora, aquestes afeccions al sistema vascular estan relacionades amb el fet que les toxines afectin el metabolisme dels greixos fent que s'acumulin les bases esfingoidees i els seus metabòlits, és a dir, el sistema vascular es veu alterat per la presència d'aquests compostos.

Se sap poc dels efectes que poden produir les fumonisines en la salut humana, cal fer més experiments per conèixer més i amb més exactitud els danys que poden causar per poder prevenir-los (o almenys poder disminuir-ne els efectes).

## Normatives
Degut a la nefrotoxicitat de les fumonisines, el Comitè Mixt d'Experts FAO-OMS en Additius Alimentaris o JECFA (en anglès Joint FAO/WHO Expert Committee on Food Additives), que és l'encarregat d'avaluar els riscos de contaminació dels aliments per micotoxines i de recomanar una protecció adequada dels aliments, va assignar una ingesta diària tolerable màxima provisional (PMTDI en anglès) de 2 μg/kg de pes corporal al conjunt de fumonisines B1, B₂ I B₃, tant si són ingerides juntes, com per separat. No obstant això, alguns experts suggereixen la possibilitat de reduir a nivells menors aquesta PMTDI, basant-se en altres efectes toxicològics.
Algunes comunitats rurals en països en desenvolupament poden excedir la PMTDI de fumonisines si la seva alimentació està basada majoritàriament en blat de moro.
| Producte                                                 | Límit (ppm) |
| -------------------------------------------------------- | ----------- |
| Matèries primes per a pinsos                             |             |
| Blat i productes derivats del blat                       | 60          |
| Pinsos complementaris i complets per a                   |             |
| Porcs, cavalls (èquids), conillls i animals de companyia | 5           |
| Peixos                                                   | 10          |
| Aus de corral, vedells (<4 mesos), xais i cabrits        | 20          |
| Rumiants majors de 4 mesos                               | 50          |

## Detecció i anàlisi
La identificació i detecció de les espècies del gènere és per diverses raons, molt complex. Això no obstant, els medis de cultiu recomanats per a la identificació de les espècies Fusarium són el medi d'agar patata glucosa (potato dextrose agar, PDA) per a l'estudi de les característiques macroscòpiques de les colònies i els medis agar sintètic pobre en nutrients (synthetic nutrient-poor agar: SNA) o agar fulles de clavell (carnation leaf agar: CLA), per a l'estudi de les característiques microscòpiques. En l'actualitat, hi ha molts tipus de tècniques i mètodes analítics per a la detecció i l'anàlisi de les fumonisines.

### Tècniques cromatogràfiques
La cromatografia és el mètode més antic per a l'anàlisi de la micotoxina en el menjar. Normalment, la cromatografia que s'utilitza és la de capa fina, que és usada com mètode de detecció ràpida. En aquests tipus de tècniques es busca la rapidesa, l'ús fàcil i el cost mínim juntament amb les propietats pertanyents de ser altament sensibles i selectives en una sola passada. Totes aquestes necessitats estan englobades en tècniques com ara la cromatografia líquida d'alta resolució (HPLC) acoblada a detectors ultraviolats (UV), de fluorescència (FLD) o d'espectrometria de masses (MS). A més, també és útil la cromatografia de gasos (GC), que és una altra alternativa per a identificar i quantificar micotoxines volàtils com la patulina, en la qual és necessària una derivatització ja que la majoria de micotoxines presenten baixa volatilitat i alta polaritat; per això, aquest no és un mètode molt emprat.
Entre totes les tècniques cromatogràfiques, la HPLC-FLD és un mètode molt eficient d'extracció i és freqüentment utilitzat per a l'anàlisi quantitatiu de la micotoxina. Aquest mètode és adequat per a micotoxines individuals o un grup de micotoxines químicament relacionades. Encara que aquests mètodes de detecció HPLC-FLD tenen una sensibilitat bona, el fet d'una neteja exhaustiva i la derivatització tant abans com després de la columna per a poder fer la detecció adequada de les micotoxines són clarament desavantatges.

### Mètodes immunoquímics
Entre tots els mètodes immunològics provats fins ara, s'ha comprovat que l'ELISA  és probablement la més efectiva i la que més s'usa per a la determinació de micotoxines. Aquesta tècnica presenta diversos avantatges com el cribratge ràpid o el fet de tenir kits comercialitzats a mà per a la detecció i quantificació de les principals micotoxines. Tenint en compte totes les possibles maneres de fer servir l'ELISA (assaig directe, competitiu directe i competitiu indirecte); el competitiu directe és el tipus més usat entre totes.

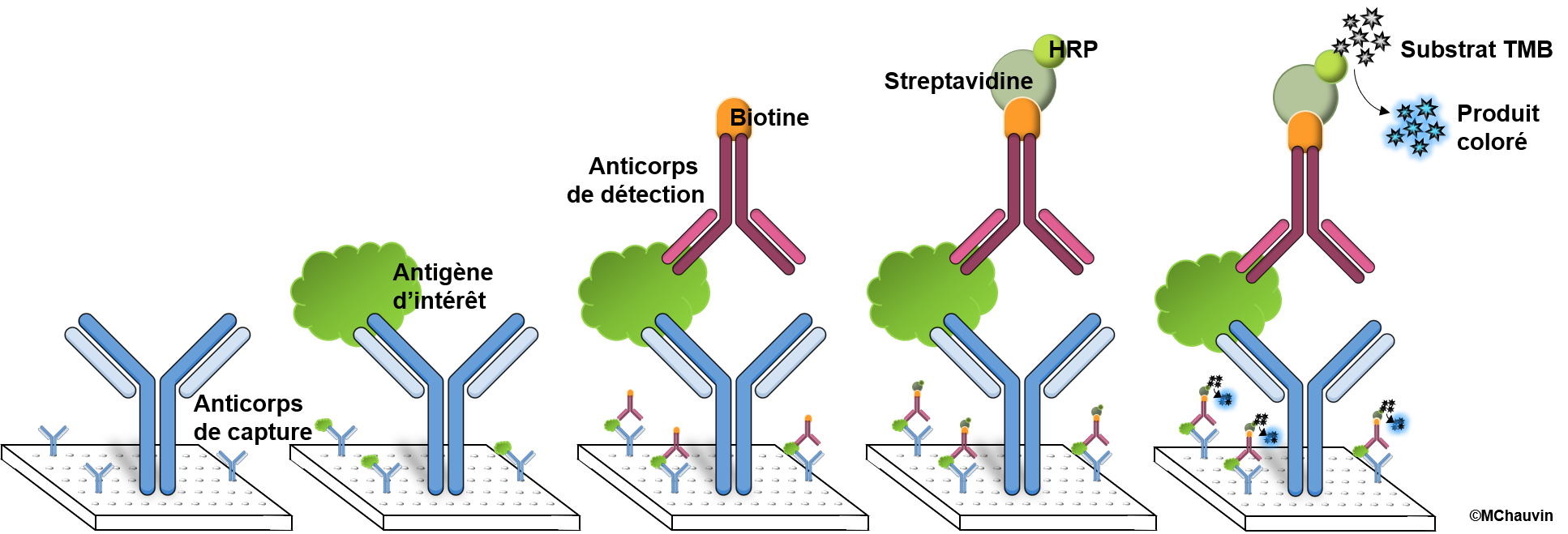
Principi de l'ELISA.

En aquest cas, i seguint els principis d'ho que seria una ELISA convencional, s'estaria davant d'una interacció competitiva entre les micotoxines (fent d'antigen) i els anticossos marcats amb el conjugat de la toxina. Aquesta tècnica proporciona uns resultats ràpids, específics i fàcils de comprendre i utilitzar. No obstant això, també té unes certes limitacions com la reactivitat creuada.

### Mètodes ràpids
La inquietud perdesenvolupar tires reactives ràpides per a la detecció dels principals contaminants alimentaris, com ara els patògens, els pesticides o les micotoxines ha augmentat considerablement. Aquests mètodes estan dissenyats per a ser realitzats fora del laboratori i els resultats del qual són esperats d'obtenir en un període molt breu.
La LFD s'ha creat per a ser una prova d'un sol pas que inclou una línia de control negatiu juntament amb línies de mostra en la mateixa tira. Una prova pot proporcionar resultats semiquantitatius en menys de 10 minuts i no requereix cap equip especialitzat. Consta de tres parts: una zona de conjugat, una membrana porosa i una zona absorbent basada en un immunoassaig competitiu, on s'utilitza un anticòs marcat com a reactiu de senyal. No obstant això, les seves aplicacions en el camp són limitades ja que tenim nombrosos problemes relacionats amb la sensibilitat i la fiabilitat.

## Prevenció i reducció de la contaminació
Actualment, i davant la impossibilitat de fer desaparèixer per complet les mercaderies contaminades per fumonisines, l’objectiu és minimitzar la seva presència mitjançant unes Bones Pràctiques Agrícoles (BPA). És imprescindible que aquestes BPA estiguin seguides d’unes bones pràctiques de fabricació dels cereals durant la seva manipulació, emmagatzematge, transformació i distribució. Aquestes bones pràctiques són els principals elements de control de contaminació per fumonisines. D'aquesta manera, s'accentua la necessitat de dur a terme avaluacions de risc de contaminació amb regularitat per part de tots els participants de la cadena de subministrament. Més tard, aquestes avaluacions de risc són utilitzades per implementar les mesures més adients per prevenir o pal·liar la contaminació per fumonisines.
Com és evident, la contaminació pot donar-se per diversos factors i les BPA no tenen la capacitat de controlar-los tots, com ara les condicions climàtiques. A més, hi ha factors més importants que d'altres, o interaccions entre múltiples factors que donen lloc a una contaminació per fumonisines. Per tant, també existeix la necessitat d’adoptar un plantejament integrat que comprengui tots els possibles factors de risc. D’aquesta manera s'intenta evitar l’acumulació de diversos factors de risc.
Les experiències descrites en els darrers anys també són vitals per la prevenció i formació de fongs i fumonisines, de manera que es poden tenir en compte a l’hora de determinar les mesures preventives que cal prendre dels pròxims anys.

### Factors de risc clau en les Bones Pràctiques Agrícoles

#### Rotació de conreus
La rotació de conreus és una manera efectiva per la reducció del risc de contaminació i, concretament, resulta molt eficaç en la reducció de contaminació dels cereals de temporada hivernal. Per reduir el possible inòcul productor de fumonisines que afecta els cereals, és adient emprar aquesta alternança de plantes de diferents famílies i amb necessitats nutritives diferents en un mateix lloc.
En canvi, la plantació de conreus consecutius de cereals de gra petit, com el blat, només hauria de realitzar-se després d'una avaluació dels riscos d’infecció per Fusarium.

#### Elección de la varietat o l'híbrid
A l'hora de l'elecció de les varietats i els híbrids més apropiats, cal tenir en compte les condicions del sòl, les condicions climàtiques i les pràctiques agronòmiques utilitzades habitualment. Aquest fet redueix l'estrès en les plantes del conreu i el conreu esdevé més resistent a una possible micosi.
Seguint les recomanacions de conreu implementades de cada regió, seria adequat que en una determinada zona només es cultivessin varietats i híbrids l'ús de les quals estigués recomanat. A més, quan sigui possible, seria adient el conreu de varietats de llavors que estiguin desenvolupades per resistir a la infecció per fongs. Concretament, l'elecció de les varietats en funció de la tolerància a la infecció per Fusarium productor de fumonisines ha d’estar basada en el risc d’infecció.

#### Planificación del conreu
Pot ser pràctica l'elaboració d'un pla de conreu per evitar que les condicions climàtiques prolonguin la maduració de cereals en el camp abans de la seva collita i també cal tenir en compte l'estrès que provoca la sequera (factor de risc per la infecció de Fusarium) en les plantes d'un conreu.
En la planificació del conreu també és quelcom recomanat mantenir les distàncies entre fileres i entre plantes, i tenir aquestes agrupades per espècies o varietats cultivades. A més, resulta efectiu i és important evitar la superpoblació de plantes en el conreu seguint les recomanacions esmentades.

#### Gestió del sòl i del conreu
És important parar esment als riscos d'erosió i a una bona gestió de la terra durant la llaurada, ja que aquesta és una pràctica útil per la reducció de l’inòcul de Fusarium en el cultiu següent. La llaurada deixa un conreu amb superfícies aspres per les llavors, fet que facilita la infiltració de l'aigua en el sòl i minimitza el risc d’erosió d’aquest i dels nutrients que van associats en ell.
Si en el pla de conreu s'inclou la llaurada amb una arada, el moment òptim per fer-ho seria entre dos cultius d’espècies sensibles a Fusarium.
És convenient, a més, preparar el sòl per a les llavors de cada conreu nou retirant residus de la collita anterior que puguin ser utilitzats com a substrat per la proliferació de Fusarium productor de fumonisines.
Són múltiples factors els que poden provocar l'estrès vegetal, com ara la sequera, les baixes temperatures, la manca de nutrients, i cal evitar-ho implementant mesures específiques. En aplicar aquestes, com ara el reg. A més, el correcte subministrament de nutrients, que és específic per cada conreu i planta, és essencial per evitar l'afavoriment de la planta a infectar-se per Fusarium, i és eficaç en la reducció de l'ajagut.
S'ha demostrat, a més, que l'elevada densitat de males herbes incrementa la probabilitat d’infecció per Fusarium.

#### Ús advent de fungicides
Els tractaments fungicides en les llavors solen ser avantatjós contra molts organismes patògens en plantes i contra podridures de llavors.
Hi ha estudis que proven com el control d’insectes en conreus de blat de moro poden reduir la incidència de podridura de la panotxa produïda per Fusarium i el consegüent contingut de fumonisines.
Cal fer èmfasi en l’aplicació adequada de fungicides, la qual és determinant per controlar una infestació fúngica, i ha de basar-se en estudis sobre els conreus en qüestió i la informació meteorològica de cada regió. 
En tant que es pugui, s'han d’aplicar mesures preventives per minimitzar la infecció fúngica en el cultiu i els danys en aquest per part d’insectes i, si escau, poden utilitzar-se insecticides i fungicides autoritzats pel control de Fusarium productors de toxines. En el cas que no sigui possible la utilització d’aquests, cal reforçar la implementació d’unes Bones Pràctiques Agrícoles d'higiene i manipulació i de posterior processament dins d’un programa integrat de gestió de plagues. 
S'ha demostrat, a més, que l'elevada densitat de males herbes incrementa la probabilitat d’infecció per Fusarium i el control d’aquestes es pot fer amb mètodes mecànics, amb herbicides registrats o aplicant altres pràctiques adequades.
Dades existents parlen sobre l'efecte significatiu que posseeix l’ajagut sobre el nivell de toxines de Fusarium en el gra. Per aquesta raó, cal evitar collir gra ajagut, sobretot si aquest està humit i els primers signes de brots d’infecció fúngica són visibles. L’ajagut pot controlar-se ajustant quantitats de llavors, utilitzant raonadament fertilitzats i aplicant, si escau, reguladors de creixement.

#### Collita
És important avaluar la qualitat del gra abans de la seva collita i, si és viable, cal fer una separació del gra atenent requisits de qualitat de mercat i en el camp. A més, és recomanable que la collita es dugui a terme sota condicions d'humitat adients i, quan aquesta no es donin amb el contingut d'humitat ideal, seria oportú disposar de procediments adequats, com ara la disponibilitat de recursos per l'assecatge del conreu.
Durant la collita, també és fonamental evitar els danys mecànics en els cereals i el seu contacte amb el sòl durant la recol·lecció, a més de desenvolupar una bona neteja dels cereals per tal d'eliminar gra malmès o altres matèries alienes.
Una collita tardana de gra infectat per Fusarium pot provocar un augment significatiu del contingut de fumonisines en el conreu.

#### Assecatge
És important la determinació dels nivells d'humitat relativa del conreu durant la collita o immediatament després d'aquesta. Les mostres per avaluar la humitat dels cereals han de ser representatives pel conreu sencer i, si escau, cal dur a terme l'assecatge ràpidament fins a assolir el contingut d'aigua recomanada pel posterior emmagatzematge. Durant la collita de grans humits, com en el cas del blat de moro, el temps entre la collita i l'assecatge ha d'escurçar-se al màxim.
Els cereals han d'assecar-se per assolir nivells d'humitat inferiors als que afavoreixen el creixement de floridures durant el seu emmagatzematge. Normalment, en productes secs, com en el cas dels cereals, el contingut d'humitat sol ser inferior a un 15%, que equivaldria a una activitat aquosa inferior a 0,65.
Per tal de reduir el risc de creixement fúngic i la producció de fumonisines, l'apilament de grans humits abans de l'assecatge o de la seva neteja ha de ser molt breu o evitar-se si és possible.

#### Emmagatzematge
En aquest punt, per tal de reduir la contaminació per fumonisines cal tenir a l'abast instal·lacions d'emmagatzematge amb estructures seques i ben ventilades, protegides dels diversos factors ambientals i de la presència d'aus i rosegadors. En aquest cas, les fluctuacions de temperatura han de ser mínimes i el més adient és l'emmagatzematge dels cereals refredats i amb un nivell d'humitat segur. Es recomana també ventilar el gra per conservar la seva temperatura i humitat, fet que minimitza el risc de produir fluctuacions ambientals que poden afavorir el creixement de microorganismes.
És important també evitar la presència de matèries estranyes i de gra malmès en els lots emmagatzemats. Per tant, és necessari un bon procediment de neteja per minimitzar el risc de desenvolupament de fongs i insectes en el lloc d'emmagatzematge.
El tractament preventiu dels cereals amb un agent conservador està prohibit per aquells cereals destinats al consum humà. D'altra banda, l'ús d'aquest està indicat per aquells cereals destinats a la fabricació de pinso. L'agent conservador sol ser eficaç per matar els possibles fongs contaminants, de manera que s'evita la producció de micotoxines per part d'aquests. No obstant això, cal tenir en compte que l'agent conservador pot interferir en les característiques organolèptiques del cereal.
És aconsellable també la vigilància del nivell de micotoxines, incloses les fumonisines, en el gra que entra-i-surt del lloc d'emmagatzematge sempre que es donin situacions que puguin provocar el creixement de fongs productors de micotoxines, com en el cas de les fluctuacions de temperatura i d'humitat o els períodes llargs d'emmagatzematge.
Una acció clau per prevenir futures contaminacions i entendre les que succeeixen és documentar els procediments que se segueixen durant la collita i l'emmagatzematge. Això pot resultar d'utilitat a l'hora de localitzar les causes que han pogut provocar la contaminació per fumonisines i pot resultar útil per prevencions futures.

#### Transport des del magatzem
Els contenidors que transporten el gra han d’estar en les condicions d'humitat relativa adients (ambient sec) i no han de presentar cap evidència de creixement fúngic, d’insectes i de material contaminat. És recomanable la neteja i desinfecció dels contenidors destinats al transport abans de ser utilitzats i aquests han de ser els adients pel tipus de matèria que es transporta. 
Els contenidors hermètics, o bé amb lones de revestiment antihumitat són adequats per protegir el gra de la humitat ambiental. Cal controlar també les fluctuacions de temperatura perquè aquestes no es donin, a més de qualsevol acció que provoqui la condensació del gra, fet que podria provocar la proliferació fúngica i la formació de fumonisines.
A més, durant el transport cal prevenir també el risc d'infestació d'insectes, rosegadors i aus amb l’ús de contenidors a prova i, si escau, emprant tractaments químics repel·lents autoritzats per l’ús final del gra.

### Desenvolupament de mètodes de control i prevenció
La contaminació per fumonisines en el blat de moro té lloc sobretot en el camp, que és també on es dona majoritàriament la infecció per Fusarium. Per tant, rarament es dona la producció de fumonisines en passos posteriors a la collita. Per aquesta raó s'estan desenvolupant cultius transgènics que podrien servir com a desintoxicació de micotoxines per si mateixos en el camp. A més, s'ha demostrat que en el blat de moro que expressa toxines insecticides de Bacillus thuringiensis la presència de fumonisines és  molt menor a organismes no transgènics. 
És notable la necessitat de més estudis per analitzar les fumonisines que es generen durant el processament del blat de moro, i analitzar la seva toxicitat. Els escassos estudis realitzats mostren que alguns processos, sobretot de cuinat, donen lloc a aliments atòxics o amb concentracions mínimes de fumonisines en els models animals utilitzats.